# 佐世保海军工厂

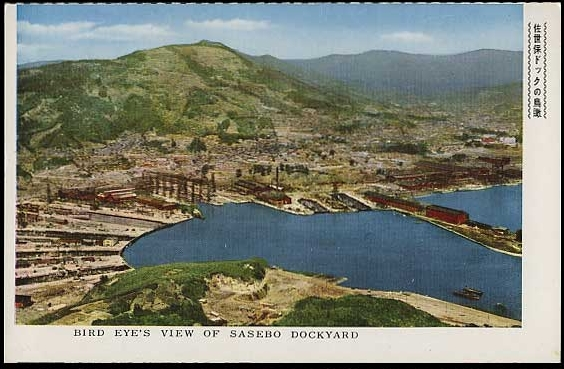
1930年代的佐世保海軍工廠

佐世保海軍工廠（日语：／）曾是一个位于長崎县佐世保市的日本海軍工廠。現在是佐世保重工業佐世保造船所，目前已有部份成為美國海軍佐世保基地內的設施。

## 概要

### 二戰後
雖然日軍戰敗，但佐世保海軍工廠有2/3的設備以託管給民間，1946年10月1日成立「佐世保船舶工業（SSK）」，避免被盟軍接收拆解，但剩餘的部分仍被盟軍接收供美國海軍使用，日後亦供海上自衛隊利用。原本為國有的設備及土地也在這種混亂的狀況下遭私有化，「佐世保船舶工業」日後變更社名「佐世保重工業」直至今日。目前主要業務包括民間船舶的建造、修理，此外负责自衛艦的建造、保养修理和美国海軍艦艇的保养修理等。

## 沿革
- 1886年（明治19年） - 決定在佐世保設置鎮守府。
- 1889年（明治22年） - 設置佐世保鎮守府，同时設置「佐世保造船部」。
- 1897年（明治30年） - 改为「佐世保造船廠」。
- 1903年（明治36年） - 改为「佐世保海軍工廠」。
- 1913年（大正2年） - 完成250吨级吊车的安装。
- 1916年（大正5年） - 完成大型停泊船池的建造。
- 1941年（昭和16年） - 第7码头完成（为进行大和型战艦的保守修理而建造）。

戦後
- 1946年（昭和21年） - 設立「佐世保船舶工業株式会社」。依托旧海軍工廠的土地和相关设施。
- 1961年（昭和36年） - 社名変更为「佐世保重工業株式会社」。
- 1961年（昭和36年） - 土地和相关施設的私有化通过。
- 1968年（昭和43年） - 第3码头私有化通过。

## 二戰結束前製造的軍艦
- 防護巡洋艦：利根 [I]、筑摩 [I]
- 轻巡洋艦：龍田、球磨、北上、長良、由良、夕張、阿賀野、矢矧、酒匂
- 航空母艦：赤城號改裝工程、加賀號改裝工程、千歳號改裝工程、大鷹、笠置（舾装）、伊吹（舾装、未成）
- 砲艦：嵯峨、鳥羽
- 潜水母艦：駒橋
- 工作艦：明石

- 潜水艦　特型：伊号第402潜水艦

## 承造的自衛隊艦隻
- 渥美級戰車登陸艦
- 久里浜號實驗艦
- 運輸艇1號級